# Chussain Faischanow

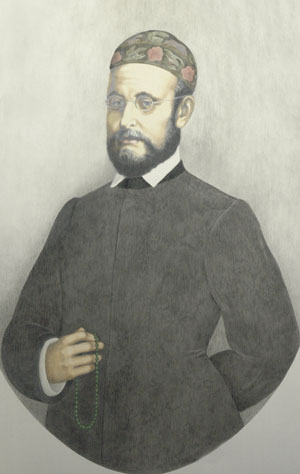
Chussain Faischanow (1828)

Chussain Faischanow (nach tatarisch Хөсәен Фәезханов; geb. 1823 oder 1828; gest. 1866) war ein tatarischer Schriftsteller und islamischer Gelehrter, den die Themen Bildung, Geschichte und Pädagogik beschäftigten. Er spielte eine bedeutende Rolle in der Entwicklung der geistigen Kultur der tatarischen Gesellschaft in der zweiten Hälfte des 19. Jahrhunderts. Er arbeitete ab 1864 an der Orientalistik der Universität von Sankt Petersburg, 1862–63 entwarf er dort ein Projekt zur Reform der Medresen.
Der tatarische islamische Gelehrte und Historiker Schigabutdin Mardschani (1818–1889) war sein Lehrer. Das Reformprojekt seines bereits 1866 verstorbenen Schülers Faischanow veröffentlichte dieser später nicht.
Das Islamische Institut Chussain Faischanow, eine höhere islamische Bildungseinrichtung in Nischni Nowgorod (Oblast Nischni Nowgorod), ist nach ihm benannt. Damir Muchetdinow, deren Direktor und Editor-in-Chief des Medina Publishing House in Nischni Nowgorod, hat ihm eine in diesem Verlag erschienene Monographie gewidmet.